# Erioptera luteicornis
Erioptera luteicornis là một loài ruồi trong họ Limoniidae. Chúng phân bố ở miền Cổ bắc.